# Armagnac

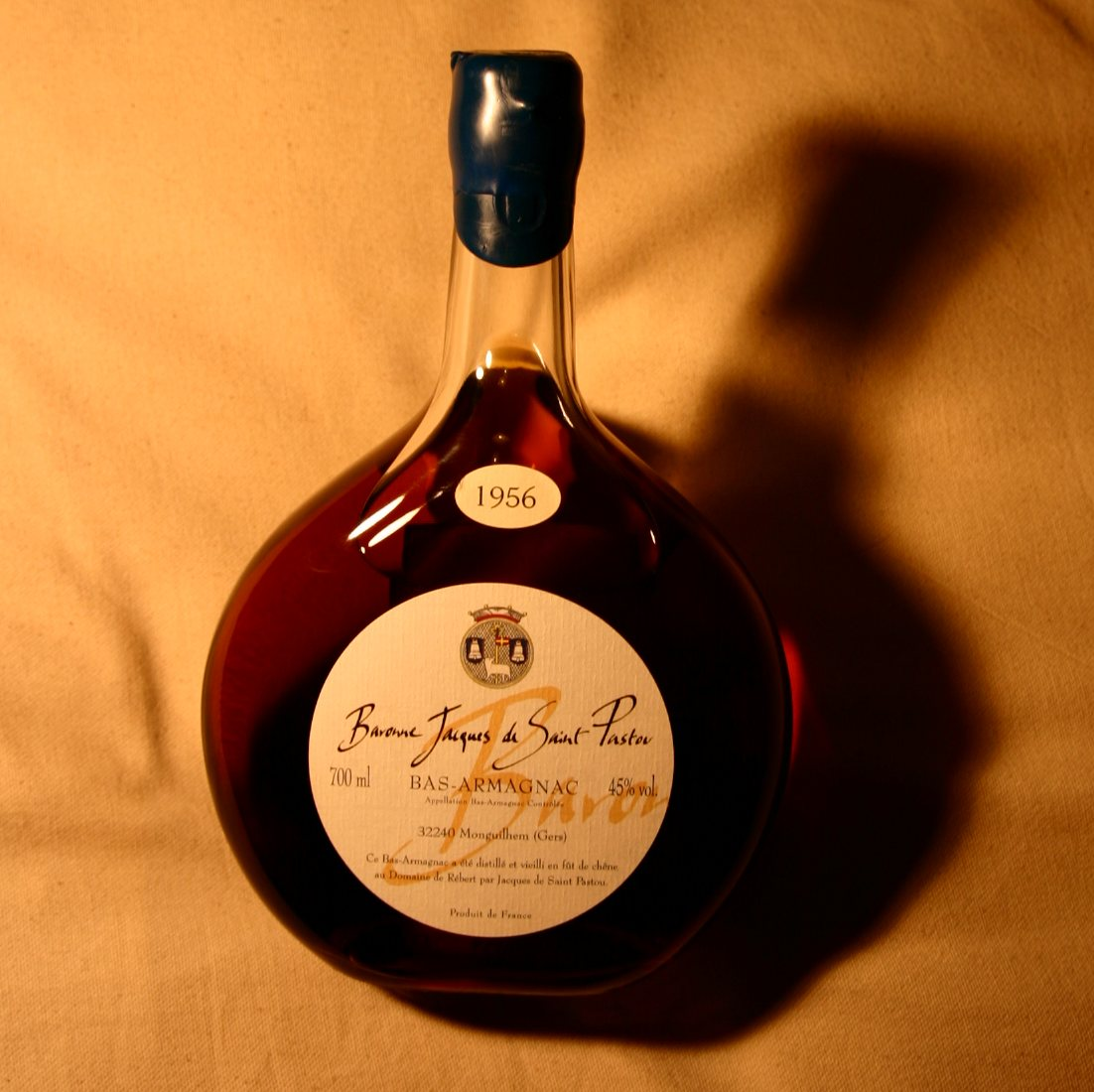
1956 Armagnac

Armagnac, armaniak – najstarsza francuska i europejska wódka naturalna z winogron (winiak). Najstarsze udokumentowane wzmianki o handlu armaniakiem pochodzą z 1461 roku. Nazwa pochodzi od francuskiego regionu Armagnac w Gaskonii, w południowo-zachodniej Francji. Armaniak produkuje się w 3 podregionach (apelacjach): Bas-Armagnac, Ténerèze, oraz Haut-Armagnac, które położone są administracyjnie w departamentach: Gers, Landes i Lot i Garonna. Od 2005 niestarzony tzw. biały armaniak (Blanche) posiada własną apelację. Armaniak jest produkowany przez ciągłą destylację białego wina w specjalnym destylatorze i następnie leżakowany w dębowych beczkach. Rejon Armagnac zdołał uniknąć zdominowania przez wielkie koncerny, jak się to stało w przypadku koniaku i szampana. Właściciele niewielkich winnic nadal produkują swoje trunki o niepowtarzalnym smaku i często wysokiej jakości. Producenci bez własnych urządzeń destylacyjnych wypożyczają na czas destylacji przenośne alembiki.

## Winorośl
Uprawy zajmują między 4270 ha a około 6000 ha.
Do produkcji armaniaku oficjalnie dopuszczono 10 szczepów winogron. Cztery z nich uważa się za najważniejsze:
- ugni blanc
- folle blanche
- colombard
- baco blanc[a]

## Destylacja
Sok z winogron zebranych w październiku fermentuje naturalnie, bez jakichkolwiek dodatków. Powstające wino jest dość kwaśne (co wynika z cech używanych odmian), o stosunkowo słabym aromacie i niskoalkoholowe.
Destylat otrzymuje się w procesie destylacji ciągłej w specjalnym, wykonanym w całości z miedzi alembiku. Został on opatentowany w 1918 roku przez Edouarda Adama i pomimo licznych ulepszeń i modyfikacji, zasada jego działania pozostała niezmieniona. W przeciwieństwie do koniaku wino do produkcji armaniaku destyluje się najczęściej tylko jeden raz, choć przepisy dopuszczają destylację dwukrotną. Destylat ma ok. 52-60% alkoholu.
Termin destylacji ustalany jest odgórnie dla wszystkich producentów i upływa nie później niż 31 marca roku następującego po zbiorach.

## Dojrzewanie
Natychmiast po destylacji armagnac jest umieszczany w 400-litrowych dębowych beczkach z miejscowego dębu. Beczki są składowane w piwnicach winnych o stałej temperaturze i wilgotności. Od tego momentu w winiaku zaczynają zachodzić procesy dojrzewania:
- uwalnianie z beczek związków taninowych (garbnikowych), barwników oraz aromatów, m.in. wanilii i suszonych śliwek[4].
- wyparowywanie części winiaku i redukcja ilości alkoholu (o około pół procent rocznie), nazywana „anielską działką” („la part des anges”, „angel's share”)[4].
- wzmacnianie aromatów drewna i wina przez powolne utlenianie się armaniaku w kontakcie z powietrzem (beczka nie jest zupełnie szczelna).

Winiak nabiera bursztynowego koloru, który później przechodzi w mahoniowy. Niekiedy, aby zapobiec dalszemu wchłanianiu garbników, co powoduje nadmierną cierpkość, przelewa się zawartość beczek do szklanych naczyń.

## Gotowy armaniak
Minimalny poziom alkoholu w gotowym armaniaku ustalono na 40%. Armaniak jest sprzedawany w podziale na dwa rodzaje zależnie od składu i czasu leżakowania:
- Blend (mieszanka)

Gdy czas leżakowania jest dostatecznie długi, rozpoczyna się mieszanie: łączenie winiaków z różnych partii. Docelowa zawartość alkoholu może być osiągana przez stopniowe dodawanie „petites eaux”, czyli mieszanki wody destylowanej z armaniakiem.
Dla potrzeb handlu przyjął się podział na trzy grupy wiekowe według czasu leżakowania najmłodszego winiaku w mieszance:
- Three Stars albo „VS” – starzony przynajmniej 1,5 roku
- VO (Very Old), VSOP (Very Superior Old Pale) albo Réserve – co najmniej 4,5 roku
- Napoléon, Vieille Réserve lub X.O. – co najmniej 5,5 roku

Mieszankę, której najmłodszy winiak leżakował co najmniej 10 lat określa się jako „Hors d'âge”.
- Vintage („Rocznik”)

Roczniki, charakterystycznie dla armaniaku, odnoszą się wyłącznie do roku zbioru. Rozcieńczanie nie jest stosowane, ponieważ winiak dojrzewa w wilgotnych piwnicach (nie ma parowania wody) i jest sprzedawany, gdy poziom alkoholu spadnie do około 40-48%. Armaniak tego rodzaju nigdy nie jest młodszy niż 10 lat, a rok zbioru jest wyraźnie zaznaczony na etykiecie.
Wiek armaniaku określa się według momentu zabutelkowania.